# Kompolje, Lukovica
Kompolje je naselje v Občini Lukovica. Kompolje so vas pod zaraščenimi razvalinami kompoljskega gradu.

## Izvor imena
Breznik meni, da je ime zastalo iz kom + polje - polje v vznožju hriba. Tej razlagi se precej približa najstarejši znani zapis krajevnega imena »Kumpelach«.

## Zgodovina
Vas Kompolje (»Kumpelach in Kreaxchssner pharre«) se v avstrijski fevdni knjigi omenja že leta 1428. Jurij Gall z Galleinstaina je leta 1436 dobil v fevd deset posestev, od teh so bila štiri v Kompoljah (»zu Gumpol«) v okolici Moravč. Viljem Herič je po avstrijski fevdni knjigi iz leta 1444 dobil v fevd hubo, na kateri je sedel Vevko (12 veder gornin), desetino v Jaršah, hubo v Kompoljah (»zu Kumpel«) od dveh hub v Vrbi in desetino v Št. Vidu v fari Dob in drugod. Santonino, spremljevalec škofa Pietra, je v svojem potopisu zapisal, da je vizitacijska komisija po kosilu v Škofji Loki 9. maja 1481 odjezdila proti Celju. Prenočila je v Kompoljah (»Compelli«) pri Krašnji. Neka kmetija ali ostanki gradu v Kompoljah (zu Kumppl) je leta 1481 prišla v fevd bratov Hansa, Jerneja, Lenarta in Viljema Herič. Razvaline kompoljskega gradu (»Gimpl«) nad Kompoljami omenja tudi Valvasor v svoji Slavi vojvodine Kranjske leta 1689. Priobčil je sliko razvalin.

### Paolo Santonino
Paolo Santonino, spremljevalec škofa Pietra Carlija, je v svojem potopisu (COBISS) zapisal, da je vizitacijska komisija po kosilu v Škofji Loki 9. maja 1481 odjezdila proti Celju. Prenočila je v Kompoljah (»Compelli«) pri Krašnji.